# Флаг Рязанской области
Фла́г Ряза́нской о́бласти — опознавательно-правовой знак, составленный и употребляемый в соответствии с вексиллологическими правилами, служащий символом Рязанской области как субъекта Российской Федерации, единства её территории, населения, прав и самоуправления. Флаг области, наряду с гербом области, является основным официальным символом Рязанской области.
Целями учреждения и использования флага Рязанской области являются: создание зримого символа целостности территории области, единства и взаимодействия населяющих её граждан, территориальной и исторической преемственности; воспитание гражданственности и уважения к исторической памяти, традициям, национальной и культурной самобытности народов, проживающих в области.
Флаг утверждён 2 июня 2000 года и внесён в Государственный геральдический регистр Российской Федерации с присвоением регистрационного номера 628.
7 марта 2012 года, законом Рязанской области № 9-ОЗ, было утверждено новое описание флага, порядок его использования и размещения.

## Описание
Описание флага, утверждённое законом Рязанской области № 33-ОЗ от 2 июня 2000 года, гласило:
«Флаг Рязанской области представляет собой прямоугольное полотнище с соотношением сторон 2:3, продольно разделённое на три горизонтальных полосы: белую, золотистую и красную в соотношении 1:2:1. На лицевой стороне флага Рязанской области в центре средней золотистой полосы помещено изображение князя с герба Рязанской области».
Описание флага, утверждённое законом Рязанской области № 9-ОЗ от 7 марта 2012 года, гласит:
«Флаг Рязанской области представляет собой прямоугольное полотнище с отношением ширины к длине 2:3, состоящее из трёх горизонтальных полос: белой, жёлтой и красной в соотношении 1:2:1. На лицевой стороне флага Рязанской области в центре средней жёлтой полосы помещено изображение князя из герба Рязанской области»

## Символика
Символика флага области воспроизводит символику герба области, а также русские национальные цвета.
Жёлтый цвет (золото) символизирует богатство, справедливость, великодушие, а в православной иконографии — вечность и святость.
Красный цвет — храбрость, мужество, неустрашимость, а также — силу, власть, любовь.
Белый цвет (серебро) — чистоту, невинность, мир, а христианской трактовке также — духовность, божественный свет.
Трёхчастное горизонтальное построение флага соответствует древним представлениям о строении мира (нижняя полоса означает мир земной, средняя — мир небесный (надземный), а верхняя — мир божественный), а также о структуре времени (нижняя полоса — прошлое, средняя — настоящее, верхняя — будущее).
Таким образом, цветовая композиция флага может трактоваться как последовательное и неразрывное единство героического прошлого, достойного настоящего и мирного, просветлённого будущего.
Размещение в центре золотисто-жёлтой полосы изображения князя с герба Рязанской области соответствует традиции православной иконографии, помещающей изображение святых на золотом (жёлтом) фоне, символизирующем вечность и святость. Поскольку народная традиция связывает фигуру князя в гербе с исторической личностью рязанского князя Олега Ивановича, причисленного к лику святых, — это представляет уникальную возможность поместить в центре областного флага изображение святого князя — строителя и защитника Рязанской земли.

## Флаги муниципальных образований
На 1 января 2019 года в Рязанской области насчитывалось 290 муниципальных образований — 4 городских округа, 25 муниципальных районов, 29 городских и 232 сельских поселений.
Согласно закону Рязанской области «Об официальной символике в Рязанской области»: «Муниципальные образования Рязанской области в знак своей региональной принадлежности могут помещать в композиции своих флагов одну или две жёлтые полосы и изображение княжеской шапки из вольной части в соответствии с правилами, установленными Геральдическим советом».
Геральдический совет при Губернаторе Рязанской области установил следующую норму:
«Установить, что для обозначения принадлежности муниципального образования к Рязанской области в композицию флага муниципального образования могут быть внесены одна или две жёлтые полосы определённых пропорций:
а) жёлтая вертикальная полоса вдоль древка шириной от одной пятой до одной четвёртой длины полотнища;
б) жёлтая вертикальная полоса вдоль древка шириной от одной пятой до одной четвёртой длины полотнища с изображением в её верхней части княжеской шапки из вольной части герба муниципального образования;
в) две жёлтые горизонтальные полосы вдоль верхнего и нижнего краёв полотнища шириной от одной девятой до одной шестой ширины полотнища».

### Флаги городских округов
| Флаг | Наименование                                    | Дата утверждения | Номер в ГГР |
| ---- | ----------------------------------------------- | ---------------- | ----------- |
|      | Флаг муниципального образования — город Рязань  | 17 мая 2001      | 2000        |
|      | Флаг муниципального образования — город Касимов | 16 мая 2000      | 900         |

| Флаг | Наименование                                                   | Дата утверждения | Номер в ГГР |
| ---- | -------------------------------------------------------------- | ---------------- | ----------- |
|      | Флаг муниципального образования — городской округ город Сасово | 6 марта 2006     | 2249        |
|      | Флаг муниципального образования — городской округ город Скопин | 23 мая 1997      | 167         |

### Флаги муниципальных районов
| Флаг | Наименование                                                             | Дата утверждения            | Номер в ГГР |
| ---- | ------------------------------------------------------------------------ | --------------------------- | ----------- |
|      | Флаг муниципального образования — Александро-Невский муниципальный район | 31 июля 2006 30 января 2013 | 2715        |
|      | Флаг муниципального образования — Ермишинский муниципальный район        | 27 августа 2013             | 8562        |
|      | Флаг муниципального образования — Захаровский муниципальный район        | 14 сентября 2004            | 1598        |
|      | Флаг муниципального образования — Кадомский муниципальный район          | 18 марта 2013               | 8308        |
|      | Флаг муниципального образования — Касимовский муниципальный район        | 28 июня 2002 12 ноября 2013 | 1047        |
|      | Флаг муниципального образования — Клепиковский муниципальный район       | 28 ноября 2013              | 8858        |
|      | Флаг муниципального образования — Кораблинский муниципальный район       | 27 февраля 2013             | 8487        |
|      | Флаг муниципального образования — Милославский муниципальный район       | 18 апреля 2013              | 8488        |
|      | Флаг муниципального образования — Михайловский муниципальный район       | 14 октября 2011             | 7251        |
|      | Флаг муниципального образования — Пителинский муниципальный район        | 19 июня 2008                | 4594        |
|      | Флаг муниципального образования — Пронский муниципальный район           | 29 августа 2011             | 7109        |
|      | Флаг муниципального образования — Путятинский муниципальный район        | 19 февраля 2007             | 9858        |
|      | Флаг муниципального образования — Рыбновский муниципальный район         | 26 мая 2010                 | 6250        |

| Флаг | Наименование                                                         | Дата утверждения | Номер в ГГР |
| ---- | -------------------------------------------------------------------- | ---------------- | ----------- |
|      | Флаг муниципального образования — Ряжский муниципальный район        | 13 апреля 2000   | 657         |
|      | Флаг муниципального образования — Рязанский муниципальный район      | 21 марта 2013    | 8492        |
|      | Флаг муниципального образования — Сапожковский муниципальный район   | 20 марта 2013    | 8315        |
|      | Флаг муниципального образования — Сараевский муниципальный район     | 17 сентября 2003 | 1971        |
|      | Флаг муниципального образования — Сасовский муниципальный район      | 23 марта 2007    | 3291        |
|      | Флаг муниципального образования — Скопинский муниципальный район     | 2 декабря 1997   | 226         |
|      | Флаг муниципального образования — Спасский муниципальный район       | 29 августа 2013  | 8565        |
|      | Флаг муниципального образования — Старожиловский муниципальный район | 8 августа 2012   | 7900        |
|      | Флаг муниципального образования — Ухоловский муниципальный район     | 6 февраля 2013   | 8318        |
|      | Флаг муниципального образования — Чучковский муниципальный район     | 19 февраля 2013  | 8319        |
|      | Флаг муниципального образования — Шацкий муниципальный район         | 6 марта 2013     | 8391        |
|      | Флаг муниципального образования — Шиловский муниципальный район      | 27 июня 2002     | 1046        |

### Флаги городских поселений
| Флаг | Наименование | Дата утверждения | Номер в ГГР |
| ---- | --- | ---------------- | ----------- |
|      | Флаг муниципального образования — Александро-Невское городское поселение Александро-Невского муниципального района | 12 мая 2015      | 10415       |
|      | Флаг муниципального образования — Гусевское городское поселение Касимовского муниципального района                 | 18 октября 2019  | 12771       |
|      | Флаг муниципального образования — Елатомское городское поселение Касимовского муниципального района                | 15 сентября 2014 | 9843        |
|      | Флаг муниципального образования — Ермишинское городское поселение Ермишинского муниципального района               | 17 ноября 2014   | 9867        |
|      | Флаг муниципального образования — Кадомское городское поселение Кадомского муниципального района                   | 14 мая 2014      | 9842        |
|      | Флаг муниципального образования — Кораблинское городское поселение Кораблинского муниципального района             | 10 февраля 2015  | 10318       |
|      | Флаг муниципального образования — Лесновское городское поселение Шиловского муниципального района                  | 23 июня 2015     | 10438       |
|      | Флаг муниципального образования — Милославское городское поселение Милославского муниципального района             | 17 марта 2015    | 10254       |
|      | Флаг муниципального образования — Михайловское городское поселение Михайловского муниципального района             | 9 декабря 2013   | 9009        |
|      | Флаг муниципального образования — Новомичуринское городское поселение Пронского муниципального района              | 22 мая 2013      | 8490        |
|      | Флаг муниципального образования — Октябрьское городское поселение Михайловского муниципального района              | 5 марта 2014     | 9241        |
|      | Флаг муниципального образования — Павелецкое городское поселение Скопинского муниципального района                 | 4 сентября 2014  | 9860        |
|      | Флаг муниципального образования — Пителинское городское поселение Пителинского муниципального района               | 29 октября 2014  | 9857        |
|      | Флаг муниципального образования — Побединское городское поселение Скопинского муниципального района                | 3 октября 2014   | 9862        |
|      | Флаг муниципального образования — Пронское городское поселение Пронского муниципального района                     | 22 сентября 2011 | 8368        |

| Флаг | Наименование                                                                                                | Дата утверждения | Номер в ГГР |
| ---- | --- | ---------------- | ----------- |
|      | Флаг муниципального образования — Рыбновское городское поселение Рыбновского муниципального района          | 30 мая 2012      | 9010        |
|      | Флаг муниципального образования — Ряжское городское поселение Ряжского муниципального района                | 10 июня 2013     | 9011        |
|      | Флаг муниципального образования — Сапожковское городское поселение Сапожковского муниципального района      | 26 декабря 2012  | 8317        |
|      | Флаг муниципального образования — Сараевское городское поселение Сараевского муниципального района          | 16 октября 2015  | 10666       |
|      | Флаг муниципального образования — Спас-Клепиковское городское поселение Клепиковского муниципального района | 19 ноября 2013   | 8854        |
|      | Флаг муниципального образования — Спасск-Рязанское городское поселение Спасского муниципального района      | 27 августа 2013  | 8558        |
|      | Флаг муниципального образования — Сынтульское городское поселение Касимовского муниципального района        | 5 ноября 2015    | 10658       |
|      | Флаг муниципального образования — Тумское городское поселение Клепиковского муниципального района           | 23 января 2014   | 9006        |
|      | Флаг муниципального образования — Ухоловское городское поселение Ухоловского муниципального района          | 4 апреля 2014    | 9372        |
|      | Флаг муниципального образования — Центральное городское поселение Милославского муниципального района       | 18 ноября 2014   | 9874        |
|      | Флаг муниципального образования — Чучковское городское поселение Чучковского муниципального района          | 24 декабря 2013  | 9020        |
|      | Флаг муниципального образования — Шацкое городское поселение Шацкого муниципального района                  | 4 октября 2013   | 8857        |
|      | Флаг муниципального образования — Шиловское городское поселение Шиловского муниципального района            | 10 июля 2015     | 10669       |

### Флаги сельских поселений
| Флаг | Наименование                                                                                                 | Дата утверждения | Номер в ГГР |
| ---- | --- | ---------------- | ----------- |
| А—Ж  | |                  |             |
|      | Флаг муниципального образования — Агломазовское сельское поселение Сасовского муниципального района          | 1 сентября 2015  | 10421       |
|      | Флаг муниципального образования — Азеевское сельское поселение Ермишинского муниципального района            | 13 июля 2018     | 11970       |
|      | Флаг муниципального образования — Алексеевское сельское поселение Сараевского муниципального района          | 24 ноября 2020   |             |
|      | Флаг муниципального образования — Алешинское сельское поселение Ряжского муниципального района               | 30 октября 2015  | 10660       |
|      | Флаг муниципального образования — Алешинское сельское поселение Рыбновского муниципального района            | 4 апреля 2019    | 12462       |
|      | Флаг муниципального образования — Баграмовское сельское поселение Рыбновского муниципального района          | 28 марта 2019    | 12464       |
|      | Флаг муниципального образования — Батуринское сельское поселение Рыбновского муниципального района           | 29 марта 2019    | 12304       |
|      | Флаг муниципального образования — Березниковское сельское поселение Сапожковского муниципального района      | 19 апреля 2019   | 12467       |
|      | Флаг муниципального образования — Благовское сельское поселение Александро-Невского муниципального района    | 10 января 2019   | 12163       |
|      | Флаг муниципального образования — Бобровинское сельское поселение Кораблинского муниципального района        | 5 ноября 2019    | 12769       |
|      | Флаг муниципального образования — Богородицкое сельское поселение Милославского муниципального района        | 15 февраля 2018  | 11739       |
|      | Флаг муниципального образования — Большеподовечинское сельское поселение Милославского муниципального района | 19 февраля 2018  | 11741       |
|      | Флаг муниципального образования — Борецкое сельское поселение Сараевского муниципального района              | 15 сентября 2020 |             |
|      | Флаг муниципального образования — Борисовское сельское поселение Александро-Невского муниципального района   | 20 декабря 2018  | 12165       |
|      | Флаг муниципального образования — Борковское сельское поселение Шацкого муниципального района                | 6 июля 2020      | 13059       |
|      | Флаг муниципального образования — Бычковское сельское поселение Сараевского муниципального района            | 20 января 2021   |             |
|      | Флаг муниципального образования — Вакинское сельское поселение Рыбновского муниципального района             | 28 марта 2019    | 12466       |
|      | Флаг муниципального образования — Виленское сельское поселение Михайловского муниципального района           | 5 мая 2017       | 11450       |
|      | Флаг муниципального образования — Вослебовское сельское поселение Скопинского муниципального района          | 27 октября 2017  | 11664       |
|      | Флаг муниципального образования — Выжелесское сельское поселение Спасского муниципального района             | 10 октября 2019  | 12614       |
|      | Флаг муниципального образования — Высоковское сельское поселение Сараевского муниципального района           | 5 ноября 2020    |             |
|      | Флаг муниципального образования — Гавриловское сельское поселение Спасского муниципального района            | 15 февраля 2019  | 12313       |
|      | Флаг муниципального образования — Глебковское сельское поселение Рыбновского муниципального района           | 19 июля 2019     | 12507       |
|      | Флаг муниципального образования — Голдинское сельское поселение Михайловского муниципального района          | 28 марта 2017    | 11452       |
|      | Флаг муниципального образования — Горловское сельское поселение Скопинского муниципального района            | 30 ноября 2017   | 11666       |
|      | Флаг муниципального образования — Горностаевское сельское поселение Михайловского муниципального района      | 13 апреля 2017   | 11454       |
|      | Флаг муниципального образования — Горняцкое сельское поселение Милославского муниципального района           | 22 февраля 2018  | 11829       |
|      | Флаг муниципального образования — Грязновское сельское поселение Михайловского муниципального района         | 2017             | 11456       |
|      | Флаг муниципального образования — Дегтянское сельское поселение Ряжского муниципального района               | 16 октября 2015  | 10725       |
|      | Флаг муниципального образования — Демушкинское сельское поселение Сасовского муниципального района           | 21 сентября 2015 | 10426       |
|      | Флаг муниципального образования — Дубровическое сельское поселение Рязанского муниципального района          | 30 декабря 2016  | 11655       |
|      | Флаг муниципального образования — Дядьковское сельское поселение Рязанского муниципального района            | 28 февраля 2017  | 11488       |
|      | Флаг муниципального образования — Екимовское сельское поселение Рязанского муниципального района             | 17 марта 2016    | 11657       |
|      | Флаг муниципального образования — Ермо-Николаевское сельское поселение Пителинского муниципального района    | 23 октября 2019  | 12772       |
|      | Флаг муниципального образования — Желанновское сельское поселение Шацкого муниципального района              | 3 апреля 2020    | 13061       |
|      | Флаг муниципального образования — Желобовское сельское поселение Сараевского муниципального района           | 3 декабря 2020   |             |
|      | Флаг муниципального образования — Жмуровское сельское поселение Михайловского муниципального района          | 17 апреля 2017   | 11458       |
|      | Флаг муниципального образования — Журавинское сельское поселение Ряжского муниципального района              | 29 июня 2015     | 10662       |
| З—Л  | |                  |             |
|      | Флаг муниципального образования — Заборьевское сельское поселение Рязанского муниципального района           | 30 марта 2016    | 10954       |
|      | Флаг муниципального образования — Заречинское сельское поселение Спасского муниципального района             | 11 февраля 2019  | 12314       |
|      | Флаг муниципального образования — Захаровское сельское поселение Захаровского муниципального района          | 14 ноября 2013   | 8852        |
|      | Флаг муниципального образования — Ижевское сельское поселение Спасского муниципального района                | 15 февраля 2019  | 12315       |
|      | Флаг муниципального образования — Ильинское сельское поселение Скопинского муниципального района             | 26 октября 2017  | 11668       |
|      | Флаг муниципального образования — Исадское сельское поселение Спасского муниципального района                | 1 марта 2019     | 12316       |
|      | Флаг муниципального образования — Искровское сельское поселение Рязанского муниципального района             | 2017             | 11490       |
|      | Флаг муниципального образования — Истобниковское сельское поселение Рыбновского муниципального района        | 28 февраля 2019  | 12306       |
|      | Флаг муниципального образования — Каверинское сельское поселение Шацкого муниципального района               | 20 марта 2020    | 13063       |
|      | Флаг муниципального образования — Казачинское сельское поселение Шацкого муниципального района               | 2 апреля 2020    | 13065       |
|      | Флаг муниципального образования — Кермисинское сельское поселение Шацкого муниципального района              | 30 марта 2020    | 13067       |
|      | Флаг муниципального образования — Каморинское сельское поселение Михайловского муниципального района         | 7 апреля 2017    | 11462       |
|      | Флаг муниципального образования — Канинское сельское поселение Сапожковского муниципального района           | 15 мая 2019      | 12468       |
|      | Флаг муниципального образования — Каширинское сельское поселение Александро-Невского муниципального района   | 20 декабря 2018  | 12167       |
|      | Флаг муниципального образования — Кипчаковское сельское поселение Кораблинского муниципального района        | 15 ноября 2019   | 12774       |
|      | Флаг муниципального образования — Кирицкое сельское поселение Спасского муниципального района                | 27 марта 2019    | 12317       |
|      | Флаг муниципального образования — Киструсское сельское поселение Спасского муниципального района             | 12 апреля 2019   | 12471       |
|      | Флаг муниципального образования — Ключанское сельское поселение Кораблинского муниципального района          | 6 декабря 2019   | 12776       |
|      | Флаг муниципального образования — Ковалинское сельское поселение Кораблинского муниципального района         | 18 ноября 2019   | 12778       |
|      | Флаг муниципального образования — Корневское сельское поселение Скопинского муниципального района            | 28 сентября 2017 | 11670       |
|      | Флаг муниципального образования — Кочуровское сельское поселение Милославского муниципального района         | 14 марта 2018    | 11784       |
|      | Флаг муниципального образования — Красновское сельское поселение Михайловского муниципального района         | 19 апреля 2017   | 11464       |
|      | Флаг муниципального образования — Кривское сельское поселение Сараевского муниципального района              | 18 февраля 2021  |             |
|      | Флаг муниципального образования — Крутоярское сельское поселение Касимовского муниципального района          | 17 августа 2020  | 13087       |
|      | Флаг муниципального образования — Куплинское сельское поселение Шацкого муниципального района                | 1 июля 2020      | 13069       |
|      | Флаг муниципального образования — Кутуковское сельское поселение Спасского муниципального района             | 26 марта 2019    | 12318       |
|      | Флаг муниципального образования — Кучасьевское сельское поселение Шацкого муниципального района              | 6 апреля 2020    | 13089       |
|      | Флаг муниципального образования — Лакашинское сельское поселение Спасского муниципального района             | 14 февраля 2019  | 12319       |
|      | Флаг муниципального образования — Лашманское сельское поселение Касимовского муниципального района           | 14 ноября 2014   | 9872        |
|      | Флаг муниципального образования — Лесно-Конобеевское сельское поселение Шацкого муниципального района        | 23 июня 2020     | 13071       |
|      | Флаг муниципального образования — Лесно-Полянское сельское поселение Шацкого муниципального района           | 27 апреля 2020   | 13073       |
|      | Флаг муниципального образования — Липяговское сельское поселение Милославского муниципального района         | 1 марта 2018     | 11786       |
|      | Флаг муниципального образования — Лощининское сельское поселение Касимовского муниципального района          | 9 марта 2021     |             |
|      | Флаг муниципального образования — Льговское сельское поселение Рязанского муниципального района              | 26 октября 2018  | 12312       |

| Флаг | Наименование                                                                                                  | Дата утверждения | Номер в ГГР |
| ---- | --- | ---------------- | ----------- |
| М—П  | |                  |             |
|      | Флаг муниципального образования — Малостуденецкое сельское поселение Сасовского муниципального района         | 1 сентября 2015  | 10430       |
|      | Флаг муниципального образования — Мамоновское сельское поселение Пронского муниципального района              | 24 марта 2017    | 11486       |
|      | Флаг муниципального образования — Малинищинское сельское поселение Пронского муниципального района            | 11 апреля 2019   | 12458       |
|      | Флаг муниципального образования — Мердушинское сельское поселение Ермишинского муниципального района          | 25 июля 2018     | 11972       |
|      | Флаг муниципального образования — Милославское сельское поселение Милославского муниципального района         | 21 февраля 2018  | 11743       |
|      | Флаг муниципального образования — Михальское сельское поселение Спасского муниципального района               | 1 сентября 2015  | 12472       |
|      | Флаг муниципального образования — Михеевское сельское поселение Сапожковского муниципального района           | 22 мая 2019      | 12469       |
|      | Флаг муниципального образования — Можарское сельское поселение Сараевского муниципального района              | 20 августа 2020  | 13075       |
|      | Флаг муниципального образования — Молвинослободское сельское поселение Кораблинского муниципального района    | 10 декабря 2019  | 12780       |
|      | Флаг муниципального образования — Морозово-Борковское сельское поселение Сапожковского муниципального района  | 1 сентября 2015  | 12470       |
|      | Флаг муниципального образования — Муравлянское сельское поселение Сараевского муниципального района           | 8 февраля 2021   |             |
|      | Флаг муниципального образования — Мурминское сельское поселение Рязанского муниципального района              | 29 ноября 2016   | 11277       |
|      | Флаг муниципального образования — Надежкинское сельское поселение Ермишинского муниципального района          | 13 июня 2018     | 11974       |
|      | Флаг муниципального образования — Напольновское сельское поселение Сараевского муниципального района          | 18 февраля 2021  |             |
|      | Флаг муниципального образования — Нарминское сельское поселение Ермишинского муниципального района            | 22 июня 2018     | 11976       |
|      | Флаг муниципального образования — Незнановское сельское поселение Кораблинского муниципального района         | 9 декабря 2019   | 12782       |
|      | Флаг муниципального образования — Нестеровское сельское поселение Пителинского муниципального района          | 7 октября 2019   | 12615       |
|      | Флаг муниципального образования — Нижнеякимецкое сельское поселение Александро-Невского муниципального района | 21 декабря 2018  | 12169       |
|      | Флаг муниципального образования — Новоберёзовское сельское поселение Сасовского муниципального района         | 16 сентября 2015 | 10433       |
|      | Флаг муниципального образования — Новобокинское сельское поселение Сараевского муниципального района          | 11 ноября 2020   |             |
|      | Флаг муниципального образования — Новопанское сельское поселение Михайловского муниципального района          | 12 апреля 2017   | 11466       |
|      | Флаг муниципального образования — Новочернеевское сельское поселение Шацкого муниципального района            | 13 мая 2020      | 13077       |
|      | Флаг муниципального образования — Окское сельское поселение Рязанского муниципального района                  | 15 марта 2017    | 11492       |
|      | Флаг муниципального образования — Октябрьское сельское поселение Пронского муниципального района              | 4 апреля 2019    | 12459       |
|      | Флаг муниципального образования — Орловское сельское поселение Пронского муниципального района                | 24 апреля 2018   | 11912       |
|      | Флаг муниципального образования — Павловское сельское поселение Милославского муниципального района           | 6 марта 2018     | 11831       |
|      | Флаг муниципального образования — Панинское сельское поселение Спасского муниципального района                | 24 мая 2019      | 12473       |
|      | Флаг муниципального образования — Пеньковское сельское поселение Пителинского муниципального района           | 23 октября 2019  | 12783       |
|      | Флаг муниципального образования — Перкинское сельское поселение Спасского муниципального района               | 19 марта 2019    | 12320       |
|      | Флаг муниципального образования — Песочинское сельское поселение Путятинского муниципального района           | 23 апреля 2015   | 10417       |
|      | Флаг муниципального образования — Петровское сельское поселение Ряжского муниципального района                | 16 октября 2015  | 10664       |
|      | Флаг муниципального образования — Пехлецкое сельское поселение Кораблинского муниципального района            | 29 октября 2019  | 12785       |
|      | Флаг муниципального образования — Печинское сельское поселение Шацкого муниципального района                  | 7 февраля 2020   | 12919       |
|      | Флаг муниципального образования — Пионерское сельское поселение Рыбновского муниципального района             | 30 августа 2019  | 12787       |
|      | Флаг муниципального образования — Погореловское сельское поселение Пронского муниципального района            | 19 апреля 2018   | 11913       |
|      | Флаг муниципального образования — Подвязьевское сельское поселение Рязанского муниципального района           | 2017             | 11279       |
|      | Флаг муниципального образования — Польно-Ялтуновское сельское поселение Шацкого муниципального района         | 29 апреля 2020   | 13079       |
|      | Флаг муниципального образования — Полянское сельское поселение Рязанского муниципального района               | 10 февраля 2016  | 10812       |
|      | Флаг муниципального образования — Полянское сельское поселение Скопинского муниципального района              | 30 ноября 2017   | 11712       |
|      | Флаг муниципального образования — Поплевинское сельское поселение Ряжского муниципального района              | 27 мая 2015      | 10419       |
|      | Флаг муниципального образования — Потапьевское сельское поселение Пителинского муниципального района          | 23 октября 2019  | 12788       |
|      | Флаг муниципального образования — Пощуповское сельское поселение Рыбновского муниципального района            | 31 июля 2019     | 12509       |
|      | Флаг муниципального образования — Поярковское сельское поселение Михайловского муниципального района          | 17 апреля 2017   | 11470       |
|      | Флаг муниципального образования — Придорожное сельское поселение Сасовского муниципального района             | 21 сентября 2015 | 10435       |
|      | Флаг муниципального образования — Просеченское сельское поселение Александро-Невского муниципального района   | 20 декабря 2018  | 12302       |
|      | Флаг муниципального образования — Пустотинское сельское поселение Кораблинского муниципального района         | 18 ноября 2019   | 12790       |
|      | Флаг муниципального образования — Путятинское сельское поселение Путятинского муниципального района           | 21 октября 2014  | 9876        |
| Р—Я  | |                  |             |
|      | Флаг муниципального образования — Рачатниковское сельское поселение Михайловского муниципального района       | 19 апреля 2017   | 11472       |
|      | Флаг муниципального образования — Савватемское сельское поселение Ермишинского муниципального района          | 13 июля 2018     | 11978       |
|      | Флаг муниципального образования — Селецкое сельское поселение Рыбновского муниципального района               | 20 марта 2019    | 12308       |
|      | Флаг муниципального образования — Слободское сельское поселение Михайловского муниципального района           | 17 апреля 2017   | 11474       |
|      | Флаг муниципального образования — Собчаковское сельское поселение Спасского муниципального района             | 14 мая 2019      | 12474       |
|      | Флаг муниципального образования — Сотницынское сельское поселение Сасовского муниципального района            | 1 апреля 2015    | 10325       |
|      | Флаг муниципального образования — Стрелецко-Высельское сельское поселение Михайловского муниципального района | 17 апреля 2017   | 11476       |
|      | Флаг муниципального образования — Строевское сельское поселение Путятинского муниципального района            | 6 апреля 2015    | 10323       |
|      | Флаг муниципального образования — Телятниковское сельское поселение Сараевского муниципального района         | 4 октября 2017   | 11662       |
|      | Флаг муниципального образования — Торбаевское сельское поселение Касимовского муниципального района           | 16 июля 2020     | 13081       |
|      | Флаг муниципального образования — Трепольское сельское поселение Михайловского муниципального района          | 2017             | 11478       |
|      | Флаг муниципального образования — Троицкое сельское поселение Спасского муниципального района                 | 15 марта 2019    | 12321       |
|      | Флаг муниципального образования — Тырновское сельское поселение Пронского муниципального района               | 24 апреля 2019   | 12460       |
|      | Флаг муниципального образования — Тюшевское сельское поселение Рязанского муниципального района               | 11 октября 2017  | 11660       |
|      | Флаг муниципального образования — Успенское сельское поселение Скопинского муниципального района              | 16 ноября 2017   | 11672       |
|      | Флаг муниципального образования — Федотьевское сельское поселение Спасского муниципального района             | 11 марта 2019    | 12322       |
|      | Флаг муниципального образования — Ходынинское сельское поселение Рыбновского муниципального района            | 30 января 2020   | 12921       |
|      | Флаг муниципального образования — Чернавское сельское поселение Милославского муниципального района           | 30 мая 2018      | 11833       |
|      | Флаг муниципального образования — Чернослободское сельское поселение Шацкого муниципального района            | 10 августа 2020  | 13083       |
|      | Флаг муниципального образования — Чуриковское сельское поселение Михайловского муниципального района          | 5 мая 2017       | 11480       |
|      | Флаг муниципального образования — Чурилковское сельское поселение Рыбновского муниципального района           | 20 марта 2019    | 12310       |
|      | Флаг муниципального образования — Шелемишевское сельское поселение Скопинского муниципального района          | 27 октября 2017  | 11674       |
|      | Флаг муниципального образования — Щетининское сельское поселение Михайловского муниципального района          | 19 апреля 2017   | 11482       |
|      | Флаг муниципального образования — Яблоневское сельское поселение Кораблинского муниципального района          | 3 декабря 2019   | 12792       |
|      | Флаг муниципального образования — Ягодновское сельское поселение Сараевского муниципального района            | 9 февраля 2021   |             |
|      | Флаг муниципального образования — Ямбирнское сельское поселение Шацкого муниципального района                 | 11 марта 2020    | 13085       |

### Флаги упразднённых муниципальных образований
| Флаг | Наименование                                                                                            | Дата утверждения | Номер в ГГР | Примечания |
|      | Флаг муниципального образования — Кораблинское сельское поселение Рязанского муниципального района      | 18 января 2016   | 10727       | Законом Рязанской области от 11 мая 2017 года № 26-ОЗ, были преобразованы, путём их объединения, Кораблинское и Вышгородское сельские поселения — в Вышгородское сельское поселение. |
|      | Флаг муниципального образования — Тюковское сельское поселение Клепиковского муниципального района      | 20 января 2014   | 9008        | Законом Рязанской области от 11 мая 2017 года № 28-ОЗ, были преобразованы, путём их объединения, Тюковское и Болоньское сельские поселения — в Болоньское сельское поселение.        |
|      | Флаг муниципального образования — Ильичёвское сельское поселение Михайловского муниципального района    | 7 апреля 2017    | 11460       | Законом Рязанской области от 4 июня 2018 года № 31-ОЗ, были преобразованы, путём их объединения, Ильичёвское и Грязновское сельские поселения — в Грязновское сельское поселение.    |
|      | Флаг муниципального образования — Печерниковское сельское поселение Михайловского муниципального района | 5 апреля 2017    | 11468       | Законом Рязанской области от 4 июня 2018 года № 31-ОЗ, были преобразованы, путём их объединения, Печерниковское и Слободское сельские поселения — в Слободское сельское поселение.   |

### Упразднённые флаги
| Флаг | Наименование                                                   | Дата утверждения | Дата отмены     |
| ---- | -------------------------------------------------------------- | ---------------- | --------------- |
|      | Флаг муниципального образования — город Рязань                 | 18 сентября 1997 | нет данных      |
|      | Флаг муниципального образования — Спасский муниципальный район | 31 октября 2006  | 29 августа 2013 |
|      | Флаг муниципального образования — Шацкий муниципальный район   | 26 мая 2005      | нет данных      |